# Alice Bailly
Alice-Marie-Louise Bailly (Genève, 25 februari 1872 - Lausanne, 1 januari 1938) was een Zwitserse kunstschilderes.

## Biografie
Alice Bailly was een dochter van Antoine Bally, een postbediende, en van Victorine Gros. Na haar opleiding aan de academie voor schone kunsten in haar geboortestad Genève, verbleef ze meermaals in München, vanaf 1902 ook in het kanton Wallis en vanaf 1904 in Parijs, waar ze woonde van 1906 tot 1914. Ze maakte kubistische schilderijen en verspreidde deze kunststroming in Romandië. Tijdens de Eerste Wereldoorlog ging ze meer om met haar Duitstalige mecenassen uit Winterthur en legde ze zich in Zürich nader toe op het dadaïsme. Haar terugkeer naar Parijs in 1920 verliep moeizaam, waarna ze zich in haar werken meer en meer op traditionele stijlen ging toeleggen. In 1923 vestigde ze zich definitief in Lausanne, hoewel ze tot 1932 haar atelier in Parijs zou behouden. In 1926 reisde ze naar de Biënnale van Venetië en in 1934 naar Rome. In 1936 bestelde het fonds voor plastische kunsten van Lausanne bij haar enkele werken om het stedelijk theater te versieren.

## Galerij

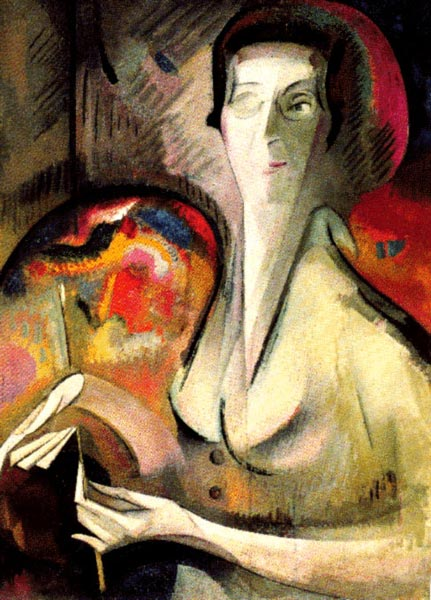
Zelfportret, 1917
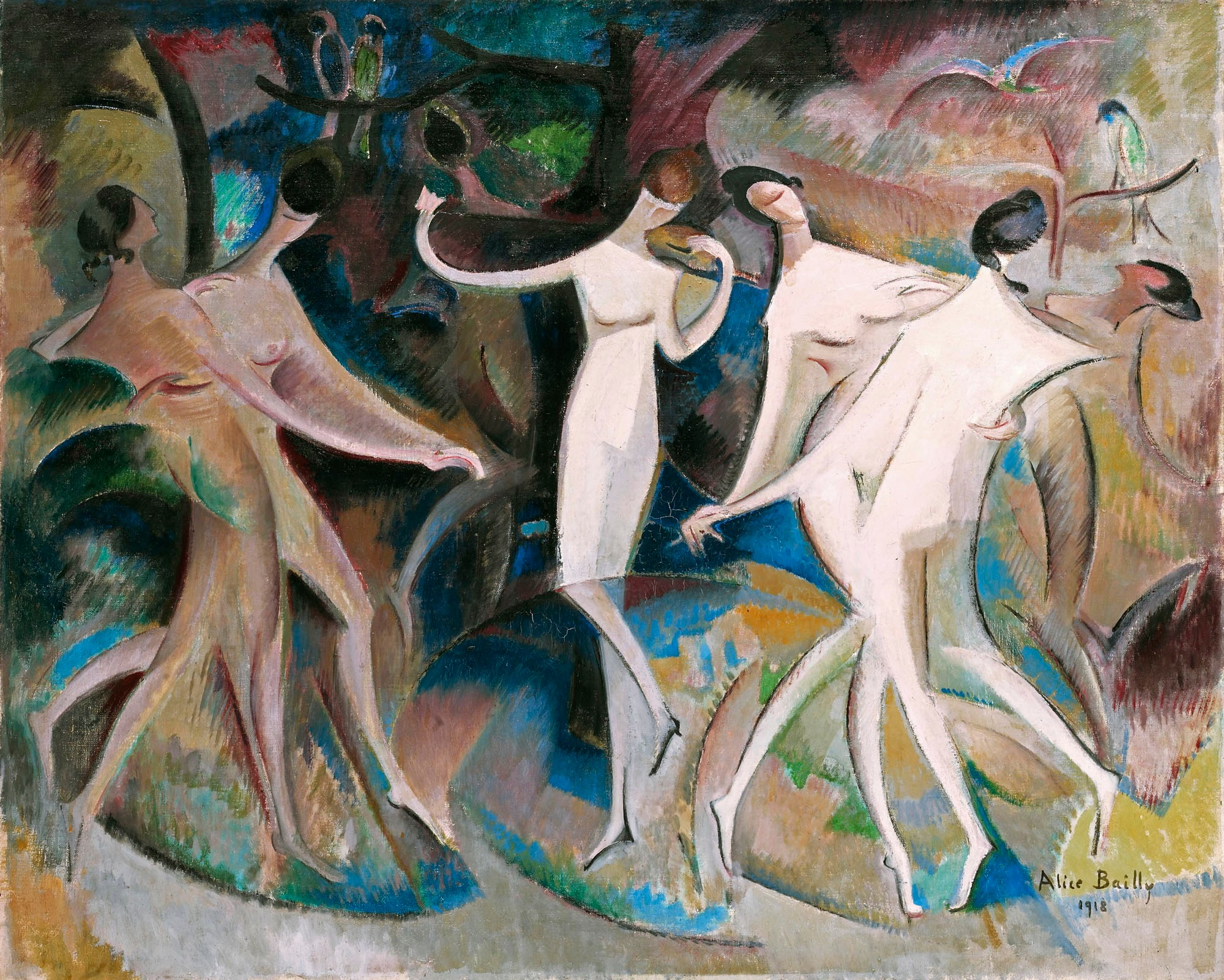
Le caprice des belles, 1918
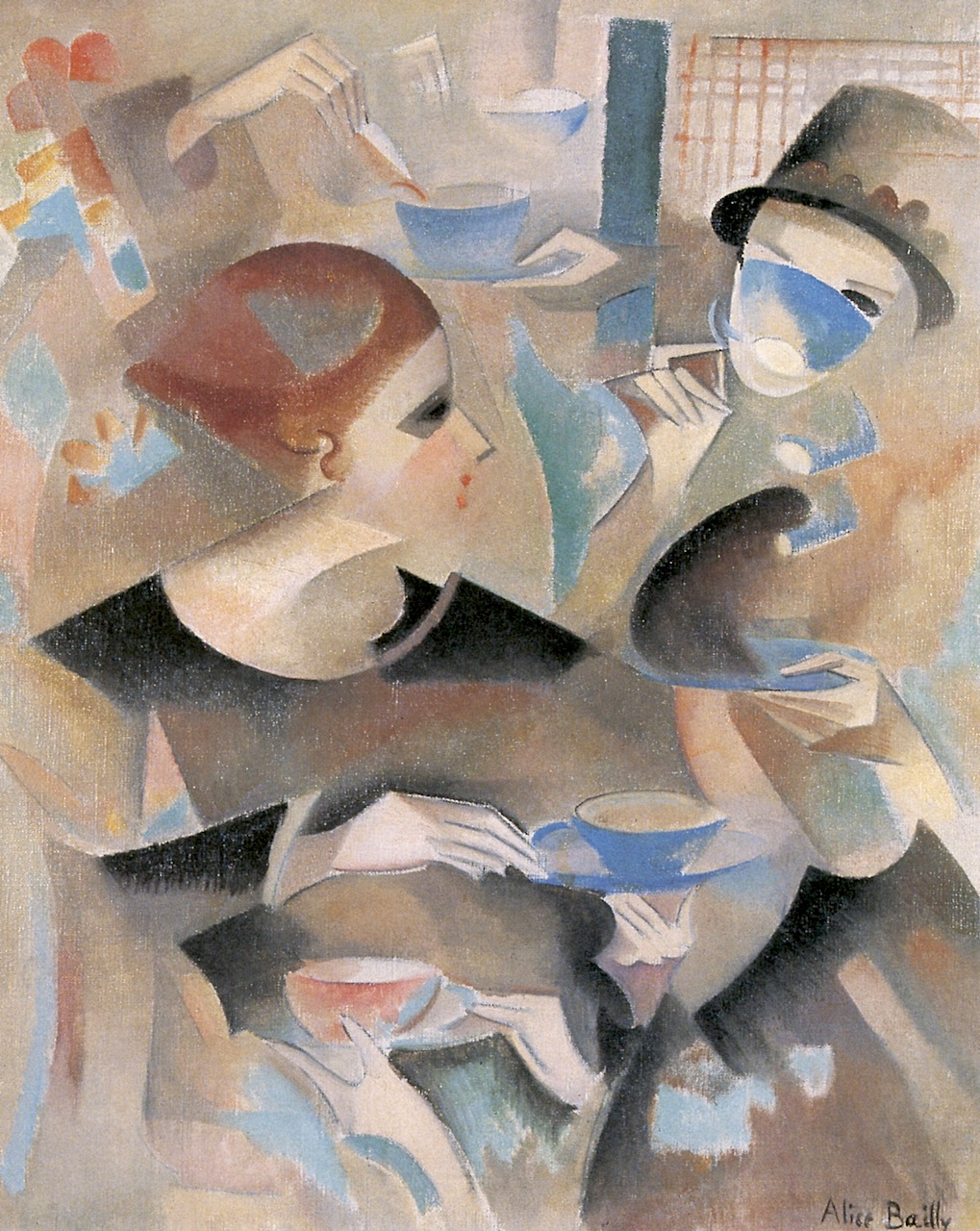
L’heure du thé, 1920
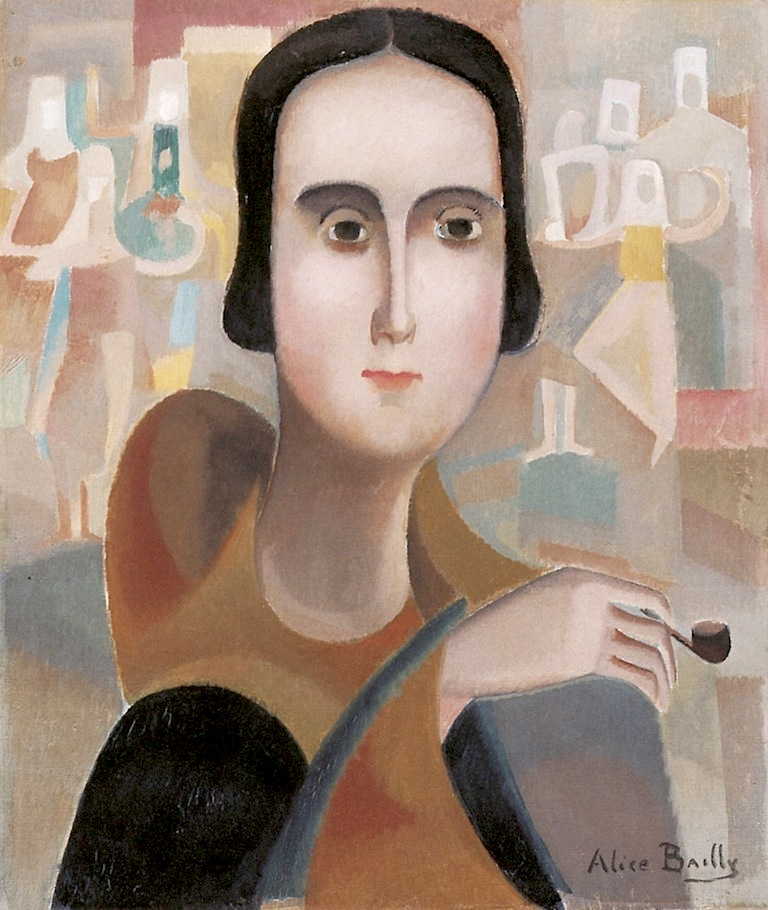
Andrée Vaurabourg, 1920
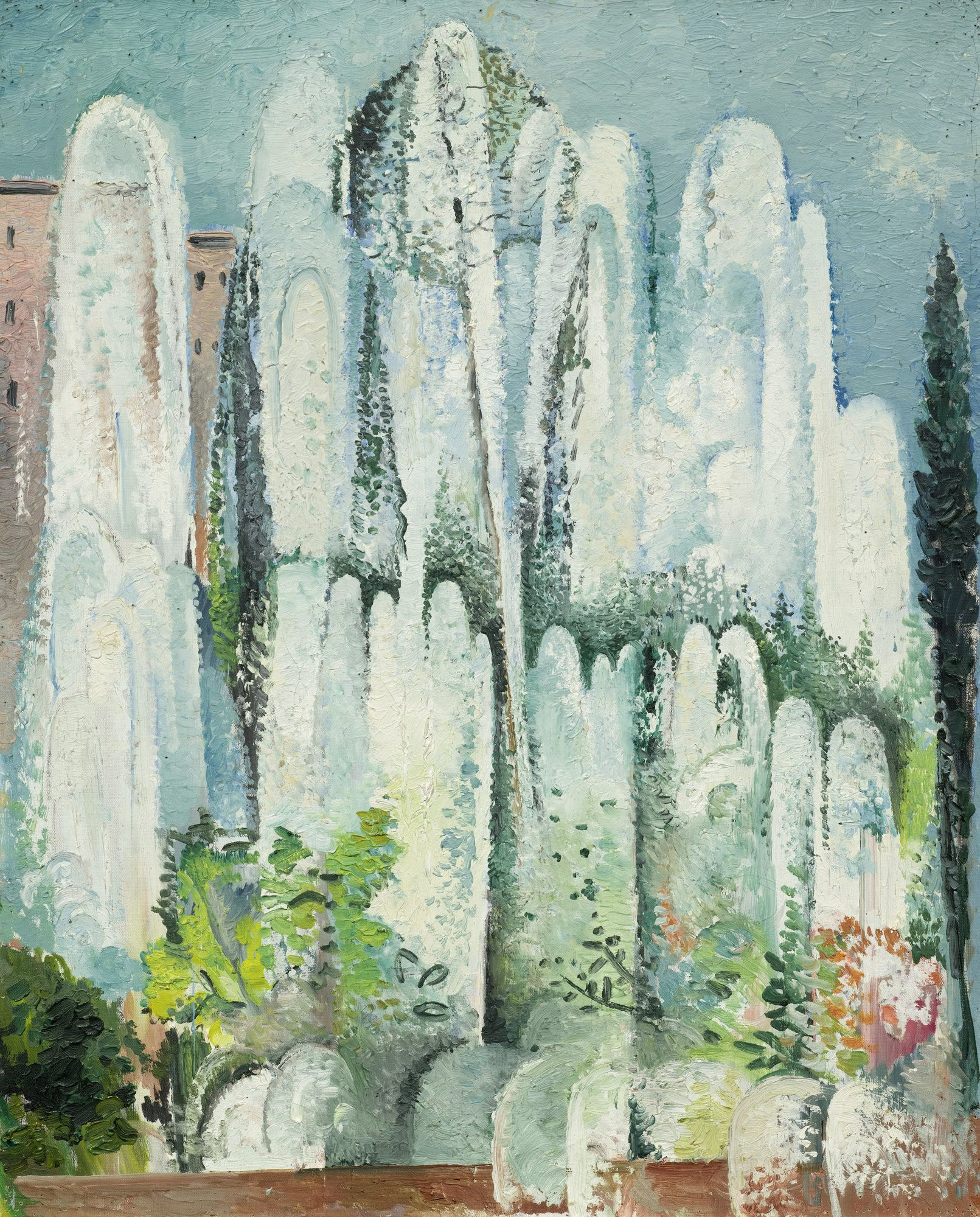
Fontaine dans un jardin de Rome, ca. 1934
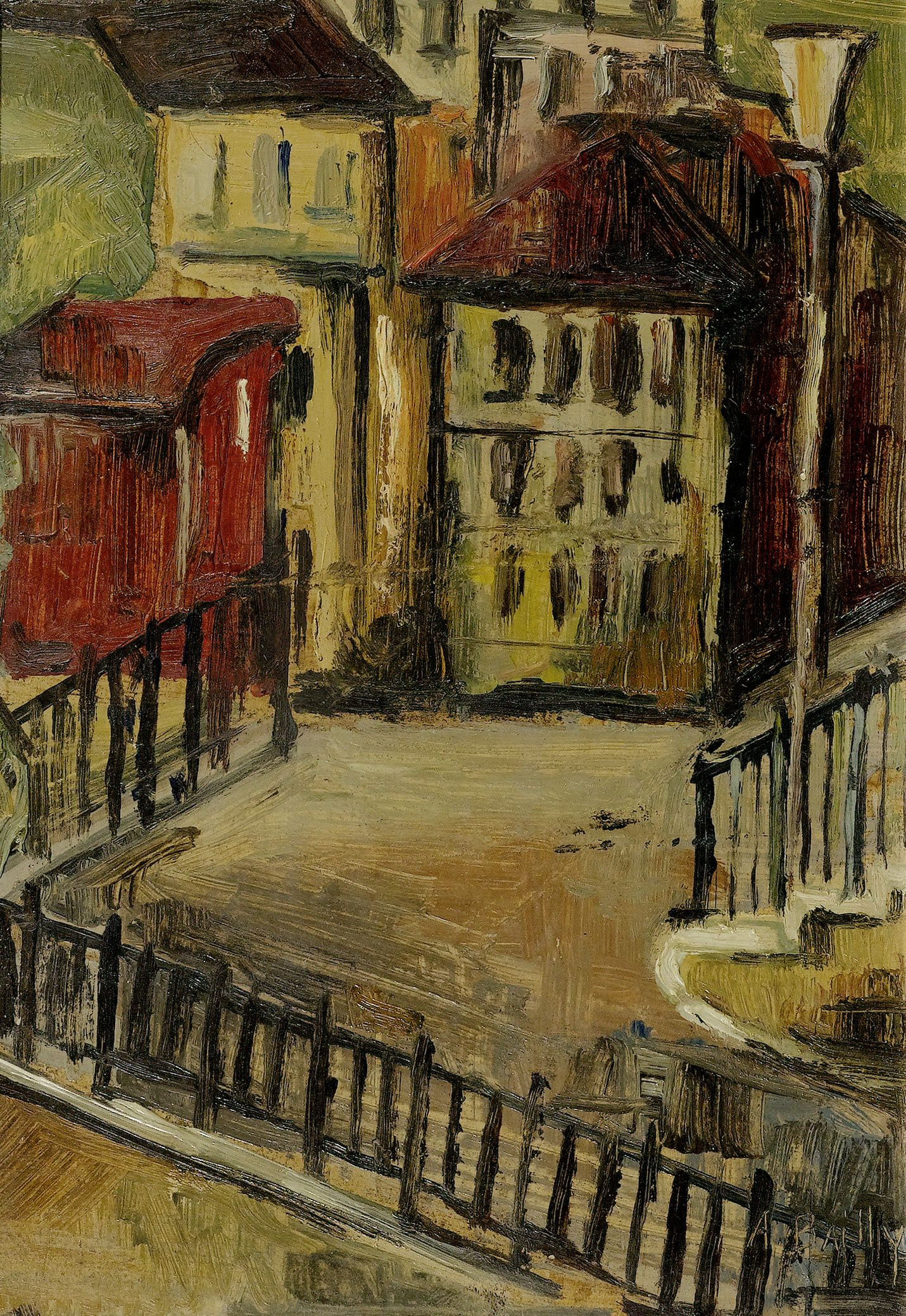
Paysage urbain
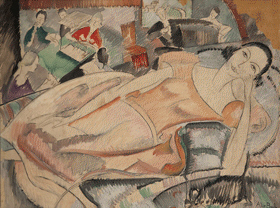
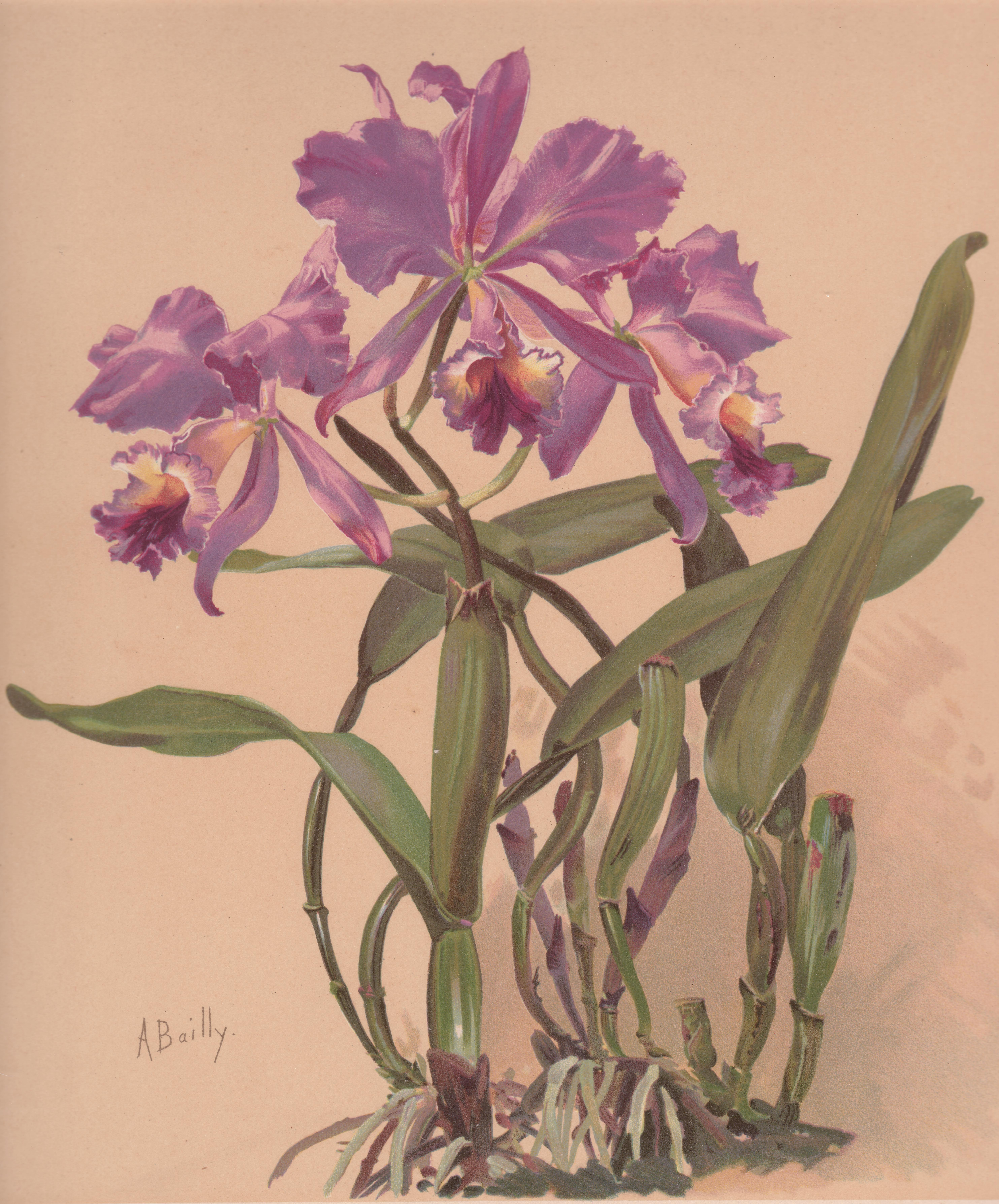
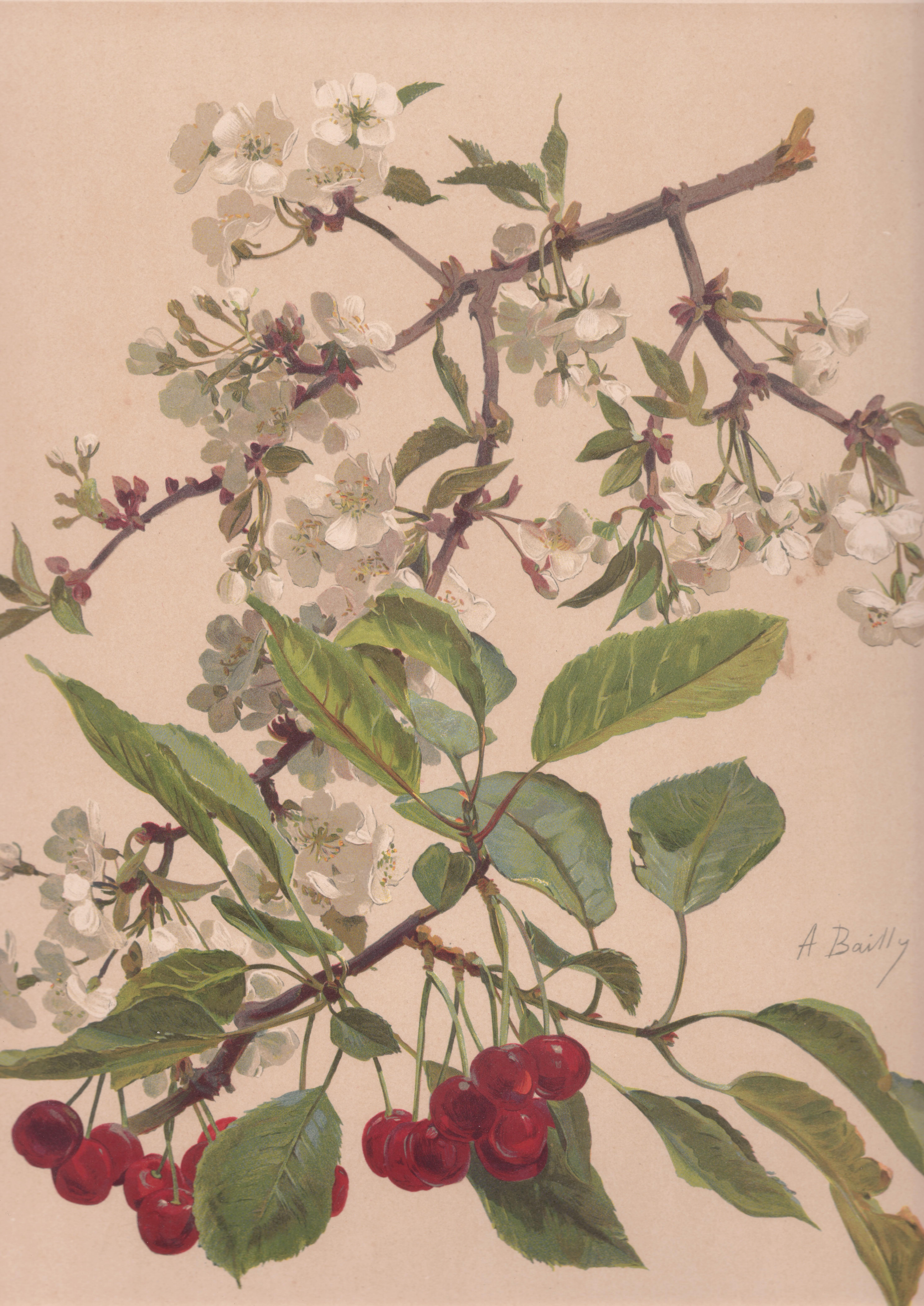
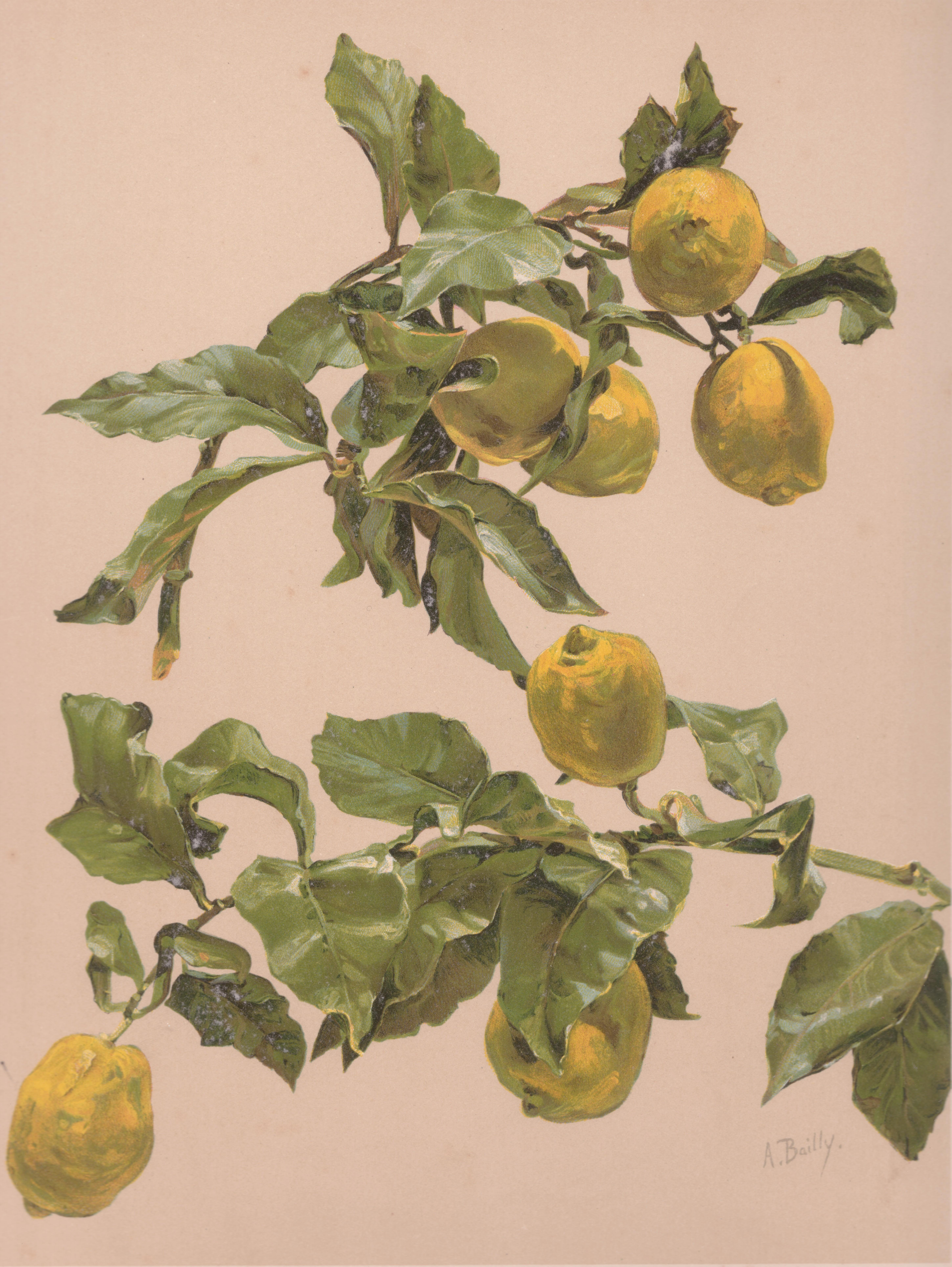
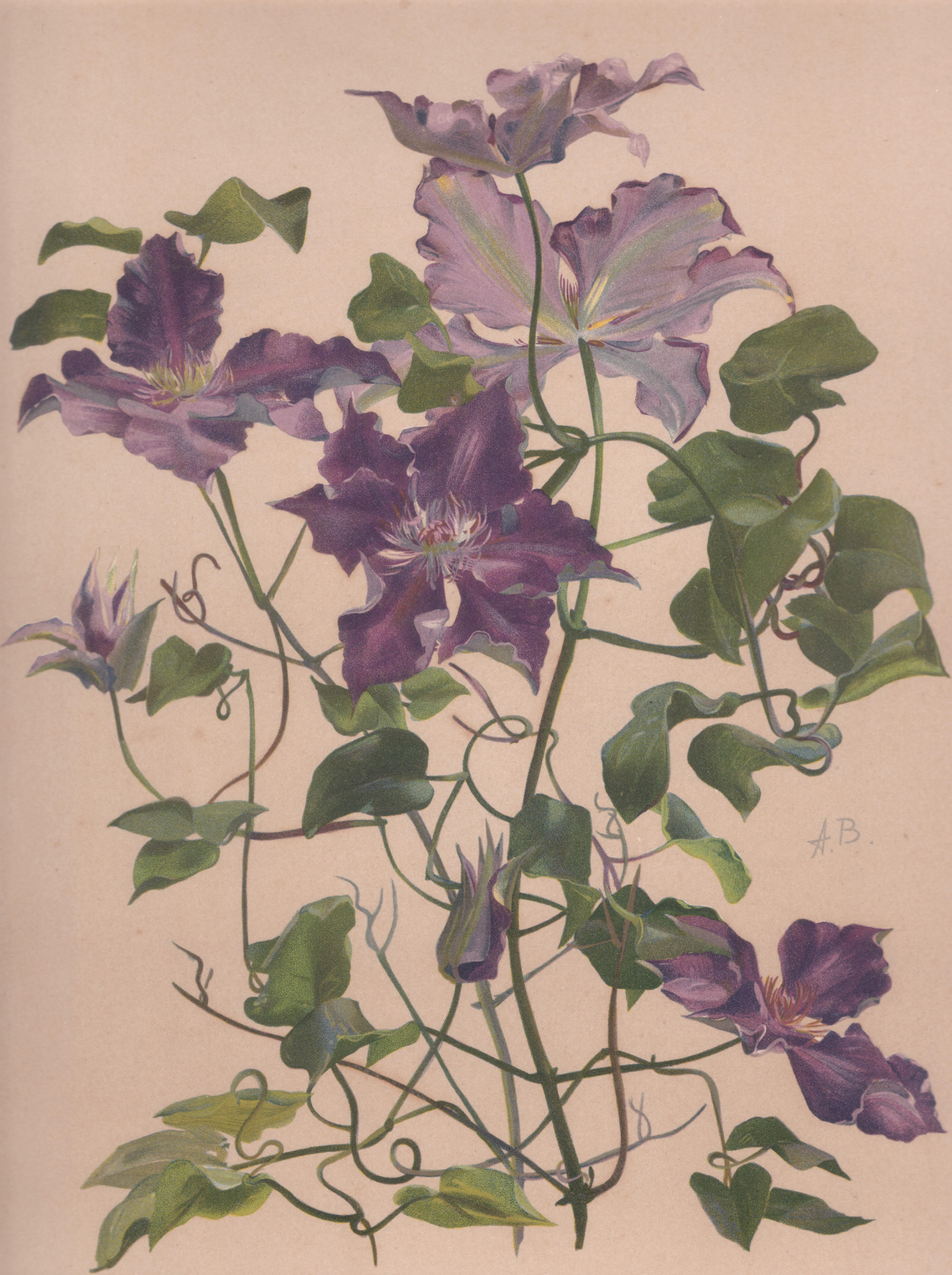